# علندى عديمة الأوراق
العلندى عديمة الأوراق أو الفدر عديم الأوراق أو العلندة أو القعود عديم الأوراق (باللاتينية: Ephedra aphylla) نوع نباتي من جنس العلندى يتبع الفصيلة العلندية من شعبة الجنتويات.

## الموئل والانتشار
موطنها بلاد الشام ومصر والمغرب العربي والجزيرة العربية والعراق. توجد في البيئات الجافة في مناطق الوطن العربي.

## الوصف النباتي
النبات شجيرة معمرة خضراء زيتونية اللون، يبلغ ارتفاعها حوالي المتر وتتكون من عدد كبير من السوق الاسطوانية المفصلية الرفيعة عديمة الأوراق كأنها عصي، (فالأوراق مختزلة). النبات أحادي المسكن حيث تكون الأزهار الذكرية صفراء والأنثوية خضراء. تزهر في شهر آذار وتتكون البذور في شهر نيسان.